# Kreta-Diät
Die Kreta-Diät ist eine Diät (Ernährungsform), welche von der traditionellen Küche in den verschiedenen Mittelmeer-Ländern inspiriert ist. Vorausgegangen war die Sieben-Länder-Studie, aufgrund derer man Island, Japan und den Mittelmeerraum, insbesondere Kreta als Orte mit einer besonders niedrigen Herzinfarktrate ausmachte.
In der Folge untersuchte ein Ärzteteam um Loregril in der sogenannten Lyon-Studie die Auswirkungen einer entsprechenden Ernährungsform. Dazu entwickelte man eine Diät auf Grundlage der traditionellen Kost im Mittelmeer-Raum, die in ihrer Zusammensetzung ungefähr der traditionellen Kost der Insel Kreta entsprach. Studienteilnehmer waren Patienten mit bereits einem Herzinfarkt.
Die Studie belegte dabei eine Senkung des Zweitinfarktrisikos um 70 %, eine Rate, die deutlich höher lag als jedes Medikament, das nach einem Erstinfarkt verabreicht wurde.
Umgangssprachlich wird die Kreta-Diät oft auch mit der Mittelmeerküche allgemein gleichgesetzt oder als Mittelmeer-Diät bezeichnet, wobei oft die Gewichtsabnahme im Vordergrund steht. Dies ist jedoch ungenau bzw. nichtzutreffend.
Zwar nimmt man als Nebeneffekt mit der Kreta-Diät meist auch ab, dies ist aber nicht das primäre Ziel. Des Weiteren orientiert sich die Diät zwar an der Zusammensetzung der traditionellen Ernährung im Mittelmer-Raum, nicht aber unbedingt an den Zutaten. Die Zusammensetzung der Ernährung findet man auch weltweit in anderen Regionen mit einer ähnlich niedrigen Infarkt-Rate wie beispielsweise in Island oder Japan.
In Abgrenzung zu der Mittelmeer-Diät von Ancel Keys verwendeten populärwissenschaftliche und andere Werke in den späten 1990er Jahren den Begriff Kreta-Diät für die von Loregril und Team entwickelte Diät.z. B. Allerdings gibt heutzutage selbst in wissenschaftlichen Werken eine Vermischung der Begrifflichkeiten, die bereits in den 2000ern begonnen hat, wie zum Beispiel diese Sendung des WDR zeigt.

## Geschichte
Die Sieben-Länder-Studie war eine großangelegte Studie mit mehr als 12000 Teilnehmern in sieben Ländern. Die Eingangsuntersuchungen fanden zwischen 1958 und 1964 statt, die Studie verlief über 50 Jahre lang und untersuchte den Zusammenhang zwischen der Ernährung, Lebensführung, koronarer Herzerkrankungen und Herzinfarkt in verschiedenen Bevölkerungen. Ausgehend davon entwickelten Studienleiter Ancel Keys und seine Frau, der Chemikerin Margret Keys 1975 die Mittelmeer-Diät.
In der darauf folgenden Lyon-Studie (Erstveröffentlichung 1994 in The Lancet) wurde aus der Mittelmeer-Diät die Kreta-Diät entwickelt, da man eine genauere Erklärung finden wollte, warum es einen so großen Unterschied in der Sterblichkeit aufgrund von koronaren Herzerkrankungen zwischen dem Norden Europas und den Ländern am Mittelmeer gab und welche Bestandteile dafür verantwortlich sind.
Die Studie war für 5 Jahre geplant, wurde jedoch 27 Monate vor Ende von der begleitenden Wissenschafts- und Ethik-Kommission beendet. Grund dafür waren die überragenden Vorteile in der Experimenten-Gruppe mit über 70 % Senkung der Mortalitätsrate gegenüber der Kontrollgruppe, so dass eine Fortführung der Studie wegen der Nachteile der Kontrollgruppe ethisch nicht vertretbar war.
In der Folge trat im April 1997 in Rom eine von der Europäischen Union „einberufene Kommission, welche sich aus Ernährungswissenschaftlern. Herz- und Fettstoffwechselspezialisten, Experten aus dem Gesundheitswesen usw. zusammensetzte“, zusammen und formulierte ein Konsensuspapier mit Empfehlungen an die Regierungen der Mitgliedstaaten[S. 29f]:
- Bewahrung der traditionellen mediterranen Ernährungsweise mit Olivenöl in den Ländern, wo dies bereits üblich ist
- Förderung der Umstellung anderer Länder auf diese mediterrane Kost
- Ermutigung von Lieferanten, Lebensmittelherstellern und Gesundheitsbehörden, Olivenöl im Handel zu integrieren
- Ergänzung nationaler und internationaler Ernährungsempfehlungen um die Empfehlung der mediterranen Kost

## Grundlagen der Kreta-Diät

### Studienergebnisse
Während die Sieben-Länder-Studie Männer, deren Lebensumstände und Ernährung und in der Folge in über 50 Jahren den Gesundheitszustand in Hinblick auf Herzerkrankungen der Probanden untersuchte, spezifizierte die Lyon-Studie dies. Untersucht wurden Patienten beiderlei Geschlechts, die bereits einen Herzinfarkt hatten und damit gesichert in die zu untersuchende Gruppe fielen.
Unterteilt in zwei Gruppen bekamen die Experimentelle Gruppe die von Loregril und seinem Team entwickelte Kreta-Diät, während die Kontrollgruppe nach den damals gültigen Empfehlungen der „American Heart Association für Management Patienten mit akutem Myocarinfarkt“ behandelt wurde.
In weniger als 5 Jahren fanden die Forscher eine Reduktion der Herztod und Zweitinfarktrate um 70 % in der Experimenten Gruppe. Bei Patienten, welche die Diät nicht erhielten, zeigte sich eine mehr als fünf Mal höhere Herztodrate als in der Diätgruppe. Auch die Gesamtsterblichkeit – alle Todesursachen zusammen – war in der Experimenten Gruppe deutlich gesenkt.
Bis zu dem Zeitpunkt der Studie waren die besten Medikamente zu der Zeit gerade einmal in der Lage, eine Senkung der Herztodrate um 35 % zu erzielen. Die Kreta-Diät war also ohne Medikamente doppelt so wirksam.
Also Nebeneffekt nahmen alle Teilnehmer auch an Gewicht ab, ohne nennenswert die Menge an Ölen und Fetten zu verändern. Allein das Ändern der Art der Fette war entscheidend.

### Wirksame Bestandteile
Die Forscher um Loregirl identifizierten folgende Bestandteile der mediterranen Ernährung als Wirksame Bestandteile der Kreta-Diät:
- Grundlegende Mengen der Zusammensetzung

Nach Loregril braucht es weniger eine komplette Umstellung der gewohnten Ernährung, sondern viel mehr nur eine Anhebung bzw. Reduktion von bestimmten Lebensmitteln. Allein dadurch würde man in den meisten Fällen bereits sehr nah an der Kreta-Diät liegen (siehe Tabelle).
- Olivenöl und als Ersatz: Rapsöl

Olivenöl und auch Rapsöl haben eine ähnliche Zusammensetzung. Als wirksam wurde besonders die alpha-Linolsäure identifiziert, die in der Lage ist, das Verhältnis von LDL (Low Density Lipoprotein = „böses Cholesterin“) zu HDL (High Density Lipoprotein = „gutes Cholesterin“) zugunsten des HDLs verändert. alpha-Linolsäure kommt ansonsten nennenswert für die menschliche Ernährung nur noch in Fischöl vor.
- Wein

Alkohol ist insgesamt ein wirksames Medikament gegen Arteriosklerose, sollte aber aus Gründen seiner gleichzeitigen Nebenwirkungen (im medizinischen Sinne) kritisch betrachtet werden. In der Kreta-Diät wurde Rotwein als weiterer wirksam Bestandteil identifiziert. Rotwein enthält neben dem Hauptwirkstoff Alkohol der Wirkstoff Resveratrol aus der Traubenschale von Trauben. Allerdings haben neuere Studien belegt, dass Resveratrol keinerlei Auswirkungen auf die Herz-Kreislauf-Gesundheit hat, so dass als positiver Wirkstoff lediglich Alkohol, mit all seinen negativen Eigenschaften, bleibt.

### Tabelle und Anmerkungen nach Loregril (1994)
| Nahrungsmittel                                  | durchschnittlicher Verzehr [g/d] | wünschenswerter Verzehr (Kreta-Diät) [g/d] | Steigerung [%] |
| ----------------------------------------------- | -------------------------------- | ------------------------------------------ | -------------- |
| Brot                                            | 145                              | 167                                        | +15            |
| Getreideprodukte (Reis, Teigwaren, Volkornmehl) | 99                               | 100                                        | +1             |
| Hülsenfrüchte                                   | 10                               | 20                                         | +100           |
| Gemüse                                          | 288                              | 316                                        | +10            |
| Früchte                                         | 203                              | 252                                        | +24            |
| Wurst, Wurstwaren                               | 13                               | 6                                          | −54            |
| Fleisch                                         | 60                               | 41                                         | −32            |
| Geflügel                                        | 53                               | 58                                         | +10            |
| Seefisch                                        | 39                               | 46                                         | +18            |
| Käse                                            | 35                               | 32                                         | −9             |
| Butter und Sahne *                              | 17                               | 3                                          | −82            |
| Margarine *                                     | 5                                | 19                                         | +380           |
| Öl **                                           | 16                               | 16                                         | austauschen    |
| Eier ***                                        |                                  |                                            |                |
| Wein ****                                       |                                  |                                            |                |
| Quelle:                                         |                                  |                                            |                |

* Butter und Sahne um 80 % verringern und Butter durch Pflanzenmargarine auf Rapsölbasis ersetzen
** herkömmlich Pflanzenöle durch Olivenöl oder Rapsöl ersetzen
*** Maximal 2-3 Eier in der Woche
**** Wein in Maßen, möglichst nach den Mahlzeiten
Hinweis: Die Reduktion von Eiern ist nach neuer Studienlage nicht mehr nötig.

## Kreta-Diät im Vergleich zur „Mittelmeer-Kost“
Unterschieden werden muss bei der Kreta- so wie auch bei der Mittelmeer-Diät zwischen moderner, Kost der Wohlstandsgesellschaft und touristisch geprägter Mittelmeer-Kost einerseits und der traditioneller Kost, wie sie außerhalb touristischer Gegenden teilweise auch heute noch üblich ist, andererseits.
Vielfach unterliegt man dem Irrtum, dass es sich bei der Mittelmeer-Kost eben um diese Ernährung mit viel Fleisch, Sahne, Pasteten und Butter handele, was aber mit der traditionellen Küche, mit viel Obst, Gemüse, Hülsenfrüchte, Fisch und Olivenöl, wenig gemein hat.(S. 20f)

## Trivia
Laut WHO starben in den 1980er Jahren in den USA fast 40-mal so viele Menschen an Erkrankungen der Herzkranzgefäße wie auf Kreta.